# António Galvão
António Galvão (Lisboa, c. 1490 - Lisboa, 1557), referido em língua inglesa como Antonio Galvano, foi um cronista e administrador colonial português nas ilhas Molucas. Foi o primeiro a apresentar um relato abrangente de todas as principais explorações realizadas até 1550 por portugueses e espanhóis. A sua obra apresenta uma precisão notável, especialmente o Tratado dos Descobrimentos, publicado inicialmente em Lisboa em 1563, e traduzido para o inglês por Richard Hakluyt em 1601.

## Biografia
Filho de Duarte Galvão, diplomata e cronista-mor de Afonso V de Portugal,, embarcou para a Índia em 1527 onde veio a exercer os cargos de 7.º capitão das Molucas com sede em Ternate de 1536 a 1540, sucedendo no cargo a Tristão de Ataíde.
É referido no capítulo II do livro V das "Décadas da Ásia" de João de Barros como muito respeitado, enviando uma missão às Papuas e recebendo embaixadas locais. Custeou um seminário na ilha de Ternate, onde terá gasto doze mil cruzados da herança de seu pai, destacando-se pela integridade.
Em 1540 passou o governo da Fortaleza de Ternate a D. Jorge de Castro e regressou a Portugal, onde descobriu que caíra em desgraça. Viveu os últimos anos no anonimato e na pobreza, recolhido ao Hospital Real de Todos os Santos em Lisboa, aguardando uma pensão de um conto de renda. Faleceu nessa expectativa em 1557, tendo sido sepultado na confraria da Corte. Deixou dois manuscritos, um deles o Tratado dos Descobrimentos, que seria impresso em 1563 em Lisboa, pelo seu amigo Francisco de Sousa Tavares. Baseada em numerosas fontes escritas e documentos, apresentava pela primeira vez uma síntese de todos os descobrimentos realizados por portugueses e espanhóis até 1550. Richard Hakluyt traduziu e publicou esta obra em inglês em 1601 como The discoveries of the world - by Antonio Galvano.

## Obras
- Tratado que compôs o nobre & notauel capitão Antonio Galuão, dos diuersos & desuayrados caminhos, por onde nos tempos passados a pimenta & especearia veyo da India às nossas partes, & assi de todos os descobrimentos antigos & modernos, que são feitos até a era de mil & quinhentos & cincoenta, Lisboa 1563 Cópia em PDF da Biblioteca Nacional Digital

- Galvano, Antonio, Richard Hakluyt (2004). The Discoveries of the World from Their First Original Unto the Year of Our Lord 1555 -Issue 30 of Works issued by the Hakluyt Society. [S.l.]: Kessinger Publishing. ISBN 0766190226 Tradução inglesa de 1601

- "História das Molucas, da natureza e descobrimento daquelas terras dividida em 10 livros" (?), que se perdeu. Em 1928 foi encontrado no Arquivo Geral das Índias em Sevilha uma história das Molucas, que foi identificada como sendo parte do documento perdido, e publicada - atribuída a Galvão - como Tratado das Ilhas Molucas e, em inglês, como A Treatise on the Moluccas (c. 1544).